# رون هيو
رون هيو (بالإنجليزية: Ron Hugh)‏ هو لاعب كرة قدم ومدرب كرة قدم بريطاني، (ولد في ويلز في المملكة المتحدة 1909  م).